# Конституционный акт 1867 года
Конституционный акт 1867 (ранее носящий название Акт о Британской Северной Америке 1867, и до сих пор известный неофициально как БСА Акт) является основной частью Конституции Канады. Акт закрепляет создание Доминиона и определяет основные функции правительства Канады, включая государственную структуру, палату Общин, Сенат, юридическую систему и систему налогообложения. Акт получил своё настоящее имя в 1982 году вместе с принятием конституции (ранее принятой Британским парламентом и подписанной королевой), однако он до сих значится под историческим именем в записях Великобритании. За это время также были внесены поправки: добавлена секция 92А, дающая провинциям больший контроль над невозобновляемыми полезными ископаемыми.

## Введение
Акт начинается с введения, которое объявляет, что три колонии: Канада, Нью-Брансуик и Новая Шотландия (которые стали четырьмя провинциями), — образуют федерацию. Эта федерация, гласит введение, будет иметь «Конституцию принципиально похожую на конституцию Великобритании». Это описание конституции является важным в её толковании. Как написал Питер У. Хогг в книге Конституционное право в Канаде, утверждают, что так как в Великобритании была некоторая свобода слова в 1867 году, вступительная часть данного акта распространяет это право и на Канаду даже до подписания Канадской хартии прав и свобод в 1982 году; это является одной из основ юридической теории о подразумеваемых правах. Более того, так как Великобритания имеет независимую судебную систему, Верховный суд Канады объявил в широко известном ответе провинциальным судьям от 1997 года, что введение показывает, что судебная независимость в Канаде гарантирована конституцией. Политолог Рэнд Дюк (Rand Dyck) критикует введение, утверждая, что оно «безнадежно устарело». Таким образом, он объявил, что Конституционному Акту 1867 года «не хватает вдохновляющего начала».
Вводная часть Конституционного акта 1867 года не является единственной вводной частью Конституции Канады. Конституция имеет своё собственное введение.

## Образование
Акт о Британской Северной Америке 1867 года учреждал Доминион Канады, объединяя Северо-американские британские колонии Провинция Канада, провинция Нью-Брансуик и Новая Шотландия. Два региона провинции Канада, Канада Запад и Канада Восток (не путать с современными Западной Канадой и Восточной Канадой), были переименованы в Онтарио и Квебек, соответственно, и были одинаково представлены в Парламенте Канады, как в канадской Палате Общин, где принято определять количество представителей по численности населения, так и в канадском Сенате, где Онтарио, Квебек и прибрежные регионы получили равное количество сенаторов. Это образование, или Конфедерация, было сделано в ответ на Явное предначертание, провозглашенное США, чтобы защитить британские владения. Американская угроза была явно продемонстрирована вторжением в Канаду во время войны за независимость США, англо-американской войны 1812 года и Фенианских набегов.
До БСА Акта, британские колонии Нью-Брансуик, Новая Шотландия и Остров Принца Эдуарда обсуждали возможность слияния, чтобы противостоять угрозе аннексии Америкой, и чтобы уменьшить затраты на управление. Провинция Канада вступила в эти переговоры по велению британского правительства и привела к нерешительности провинции Остров Принца Эдуарда, которая отложила вступление в Доминион на семь лет. По иронии, конференция проходила на острове Принца Эдуарда в Шарлоттаун.

## Разделение полномочий
Полномочия правительства разделены между провинциальными и федеральным правительствами и описаны в статьях 91-95 Акта. Статьи 91 и 92 особенно важны, так как они перечисляют сферы полномочий субъектов, где в статье 91 перечислены объекты федеральной юрисдикции и в статье 92 перечислены объекты провинциальной юрисдикции. Статьи 92А и 93 касаются невозобновляемых ресурсов и образования, соответственно (обе являются в основном в зоне ответственности провинций). Статья 94 даёт возможности для изменения закона в отношении собственности и гражданских прав, которые до сих пор не были реализованы. Статьи 94А и 95, в свою очередь, имеют отношение к разделенным полномочиям, а именно к пенсии по возрасту (статья 94А), а также сельскому хозяйству и иммиграции (статья 95).

### Мир, порядок и хорошее управление
Статья 91 поручает парламенту «создавать законы для мира, порядка и хорошего управления Канады по отношению ко всем объектам являющимся по этому акту подконтрольными законодательным властям провинций». Это даёт парламенту утверждать законы по остаточному принципу в любой области, которая не подчиняется провинциальному правительству. Таким образом, при анализе содержания любого спора о юрисдикции держится в уме что если область применения не указана, то она попадает под ответственность парламента.

### Уголовное право
Статья 91 (27) даёт парламенту полномочия утверждать законы, относящиеся к «уголовному праву, за исключением конституционных судов уголовной юрисдикции, но включая уголовные процедуры». Именно по этой секции парламент утвердил Уголовный Кодекс Канады и именно по ней он усовершенствовал его.
Однако, согласно статье 92 (14), провинциям дается право управлять правосудием, «включая структуру, поддержку и организацию провинциальных судов, как гражданского, так и уголовного права, а также включая процедуры гражданского характера в обоих судах». Это позволило провинциям обвинять преступников по уголовному кодексу и создавать провинциальные полицейские силы.

### Собственность и гражданские права
Статья 92 (13) даёт провинциям исключительные полномочия по утверждению законов касающихся «собственности и гражданских прав в провинции». На практике, широкое прочтение этой статьи дало провинциям власть над большим количеством областей как то профессиональная торговля, трудовые отношения, защита прав потребителей.

### Брак
Статья 91 (26) даёт федеральному правительству право женить и разводить. На этом основании парламент может утверждать законы относительно браков и разводов. Однако, за провинциями остается право на церемонию бракосочетания (статья 92 (12)).
Есть несколько наложений в законах, касающихся брака, которые в большинстве случаев решаются неприкосновенностью другой юрисдикции. Например, федеральный акт о разводах является действующим законом, несмотря на то, что он влияет на вопросы опекунства, которые обычно находятся в провинциальной юрисдикции.

## Система правосудия
Статьи с 96 по 101 позволяют учредить судебную систему Канады.
По статье 101 Федеральное правительство имеет право создать апелляционные суды, включая федеральные суды и Верховный Суд Канады по акту о Верховном Суде. Статья 92 (14), однако, разрешает провинциям создавать свои суды, включая суды по малым искам и всевозможные административные трибуналы.
Высшие Суды известны как «суды общей компетенции», так как они получили свои конституционные права по историческому соглашению о наследовании от Великобритании.

### Суды по статье 96
Статья 92 даёт федеральному правительству право назначать судей для «судовой общей компетенции, районных и окружных судов каждой провинции». В настоящее время ни у одной провинции нет районных и окружных судов, но все провинции имеют суды общей компетенции. Хотя провинции содержат суды и определяют их юрисдикцию и процессуальные нормы, федеральное правительство назначает судей и платит им.
Исторически, интерпретиция этой статьи делает Высшие суды судами общей компетенции с конституционным правом заслушивать дела. Суды из статьи 96 обычно характеризуется как «якорь» юридической системы, вокруг которого должны располагаться другие суды. Так как они провозглашены судами общей компетенции, суды имеют право обращаться ко всем аспектам законы, за исключением случаев, когда дело передается другому суду. Однако, суды, созданные федеральным правительством по статье 101 или провинциальным правительством по статье 92 (14) не имеют права, в общем случае, вторгаться в область юрисдикции судов, созданных по статье 96.
Чтобы подтвердить юрисдикцию федерального или провинциального трибунала, он должен удовлетворять трех-ступенчатому запросу, впервые сформулированному в Акте об аренде жилых помещений, 1979. Трибунал не должен касаться вопросов, которые исторически отданы под юрисдикцию Высшего суда. Первый этап рассматривает какие дела были недоступны суду во времена конфедерации в 1867 году. В деле Sobeys против Йоманс (Yeomans) в 1989 году Верховный суд провозгласил, что суть споров, заслушиваемых высшими судами, не только в том, что исторически предусматрено судебной системой, а должно читаться более широко. Если суд вторгается в область юрисдикции высшего суда, то запрос должен перейти на следующий уровень, который рассматривает, не выходят ли функции и операции суда за рамки судейства. На заключительном этапе оценивается использование власти судом и проверяется, есть ли ещё обстоятельства, подтверждающие превышение полномочий.

## Малый билль о правах
Отступая от теории неявной хартии прав, билль о правах нигде явно не прописан в рамках Конституционного Акта 1867 года. Замечания по конституционным правам разбросаны по всему документу. Хогг называет это «малым биллем о правах», хотя Верховный суд раскритиковал эту характеристику, так как права в Конституционном акте 1867 года не были такими либеральными как права в Конституции. Права, которые идентифицировал Хогг включают права на языки.

### Права на языки
Хотя Акт 1867 года не определял английский и французский языки как официальные языки Канады, он давал определённые права обоим языкам в некоторых институтах федерального правительства и правительства провинции Квебек.
Статья 122 позволяет двуязычие в федеральном парламенте и законодательном собрании Квебека, позволяет делать записи на обоих языках, позволяет двуязычие в федеральном суде и судах Квебека.